# Пауль Вебер (підводник)
Пауль Вебер (нім. Paul Weber; 30 березня 1913, Бремен — 13 липня 1970) — німецький офіцер-підвоник, капітан-лейтенант крігсмаріне.

## Біографія
29 листопада 1937 року вступив на флот. Після проходження підготовки 26 січня 1938 року звільнений у відставку. 24 жовтня 1939 року призваний на флот. Після проходження навчання 25 травня 1940 року призначений помічником штурмана в 7-й флотилії (Кіль). З 1 вересня 1940 року — помічник штурмана на підводному човні U-103, на якому взяв участь в одному поході (21 вересня — 19 жовтня 1940), під час якого були потоплені 5 кораблів загальною водотоннажністю 20 279 тонн і пошкоджений 1 корабель (3697 тонн). З листопада 1940 року — помічник штурмана на U-101, на якому взяв участь у чотирьох походах, під час яких були потоплені 8 кораблів (42 778 тонн) і пошкоджений 1 корабель (4958 тонн).
З 28 липня по 9 грудня 1941 року пройшов курс офіцера-підводника, після чого був направлений на будівництво U-257. З 14 січня 1943 року — 2-й вахтовий офіцер на U-257, на якому взяв участь у трьох походах. З 13 лютого по 5 березня 1943 року пройшов курс торпедного офіцера. З 6 березня 1943 року — 1-й вахтовий офіцер на U-257, на якому взяв участь у ще одному поході (14 березня — 7 травня 1943).
25-31 травня 1943 року пройшов курс кермування, 1-30 червня — курс командира човна, після чого був переданий в розпорядження 5-ї флотилії (Кіль). 2 серпня 1943 року направлений на будівництво U-677. З 20 вересня 1943 по 16 липня 1944 року — командир U-677, на якому здійснив 1 похід (8-29 червня). З 20 липня 1944 року — 1-й вахтовий офіцер на U-3001. 27 листопада 1944 року направлений на будівництво U-3022. З 25 січня 1945 року — командир U-3022. 5 травня 1945 року наказав затопити човен в рамках операції «Регенбоген». 8 травня 1945 року взятий в полон британськими військами. 9 серпня 1945 року звільнений.

## Звання
- Рекрут (29 листопада 1937)
- Солдат (24 жовтня 1939)
- Штурмансмат резерву (1 травня 1940)
- Штурман резерву (1 травня 1941)
- Оберштурман резерву (1 грудня 1941)
- Лейтенант-цур-зее резерву (1 квітня 1942)
- Оберлейтенант-цур-зее (1 вересня 1943)
- Капітан-лейтенант (1 жовтня 1944)

## Нагороди
- Нагрудний знак підводника (8 грудня 1940)
- Залізний хрест
  - 2-го класу (8 грудня 1940)
  - 1-го класу (6 липня 1941)
- Нагрудний знак мінних тральщиків (10 грудня 1940)
- Фронтова планка підводника в бронзі (26 листопада 1944)